# 日本女子体育専門学校 (旧制)
| 日本女子体育専門学校             | 日本女子体育専門学校                                                                |
| -------------------------------- | ----------------------------------------------------------------------------------- |
| 創立当時の二階堂体操塾（1922年） |                                                                                     |
| 創立                             | 1922年 （「二階堂体操塾」として）                                                   |
| 所在地                           | 東京府豊多摩郡代々幡町代々木山谷 →東京府荏原郡松沢村 （閉校時は東京都世田谷区松原） |
| 校長                             | 二階堂トクヨ（1922-1941） 二階堂清寿（1941-1951）                                   |
| 設置学科                         | 本科、専修科、専攻科                                                                |
| 共学・別学                       | 男女別学（女子校）                                                                  |
| 廃止                             | 1951年                                                                              |
| 後身校                           | 日本女子体育短期大学 日本女子体育大学                                               |
| 同窓会                           | 松徳会                                                                              |

日本女子体育専門学校（にほんじょしたいいくせんもんがっこう）は、東京府荏原郡松沢村（閉校時は東京都世田谷区松原）に存在した旧制女子専門学校。日本女子体育短期大学・日本女子体育大学の前身となった学校である。二階堂トクヨが個人で開設した二階堂体操塾（にかいどうたいそうじゅく）を起源とする。
代々木の民家を改修した小さな塾舎で女性体操教師の育成を目的に設立し、1期生からほぼ全員が中等学校へ就職した。関東大震災を契機に松沢村へ移転し、昭和初期には日本最大の女性体操教師養成機関に発展した一方で、人見絹枝が卒業して以降はスポーツを志す生徒が多く入学し、女性アスリートの養成機関を兼ねるようになった。重要な教材としてダンスを採用し、女性らしい健康な心と体づくりを掲げて厳格な教育を施した。

## 歴史

### 創設の経緯
1915年（大正4年）、二階堂トクヨはイギリスのキングスフィールド体操専門学校（Kingsfield Physical Training College, KPTC、現・グリニッジ大学）でスウェーデン体操、アレキサンドラ夫人体操専門学校でドイツ体操、舞踏塾でダンスを学んで日本に帰国した。直ちに東京女子高等師範学校（東京女高師、現・お茶の水女子大学）の教授に就任してダンス・体操・遊戯・スポーツの指導を開始し、3冊の著書を立て続けに上梓して日本にイギリスの体操や体育界の様相を伝えた。しかし指導内容や方針を巡って上司の永井道明と対立し、同僚に妬まれ、校内で孤立することとなった。また私生活では、縁談が破談し、精神的に動揺していた。このような公私に渡る悩みを振り切ることで、トクヨは「女子体育の使徒」としての自覚を強めていき、体操研究と指導者育成を担う「体育研究所」の設立を目指して募金活動を開始した。しかし1921年（大正10年）に文部大臣官房が「体育研究所」の設立を提案したことで募金は集まらなくなり、帰国以来温めてきた自身の体操塾を開く構想を実現すべく動き出した。
トクヨが自身の体操塾を建てようと考えたのは、次のような理由からである。（順不同）
1. KPTCの恩師であるマルチナ・バーグマン＝オスターバーグに自分の学校を建てるようにと声をかけられたこと[注 2]をずっと心に留めていたこと[23]
2. 当時の日本女性は早死にが多く、女性に体力を付けさせたいと考えたが、誰も体育学校を建ててくれなかった[注 3]こと[25]
3. 体育の技術と人格の双方ともに優れた[注 4]体操指導者を育成したかったこと[27]
4. 留学経験を通して、女子が体操教師に最適であるという自覚を得たこと[28]
5. 若手教師による日々乱暴さを増す女子体育の風潮を改めたかったこと[29]
6. 日本中で問題になっている女性体操教師不足の解消に少しでも貢献したかったこと[30]

開塾の1年前である1921年（大正10年）5月には、女子体育の重要性を訴える個人的な雑誌『わがちから』を創刊した。『わがちから』には、トクヨ自身の女子体育への希望と抱負、開塾準備の様子などを掲載していった。トクヨ自身はフェミニズムに積極的に関与したわけではないが、誌名の『わがちから』には明らかに女性の力を誇示する意味合いが含まれており、設立準備期には「雷鳥さんの奔走」を意識していたと述べている。
体操塾の創立に当たって、トクヨのことを「事業がやってみたいのだ」、「名誉心に駆られているのだ」と批判する人がいたが、覚悟を持ってやむなく東京女高師の職を捨てたトクヨは「余りに酷なものではありますまいか」と思いを吐露した。

### 開塾の準備
1921年（大正10年）11月、トクヨは東京府豊多摩郡代々幡町代々木山谷425番地（現・渋谷区代々木三・四丁目付近）に40坪（≒132 m2）余の庭園付きの50畳の邸宅を月100円で借り受けた。当時の代々木はまだ人家もまばらで自然環境が良く、塾のすぐ近くには代々木練兵場（ワシントンハイツを経て代々木公園となる）があった。トクヨはより良い場所を探りつつ、これを塾舎とすべく住み込みで準備を進め、結局ほかの場所が見つからなかったため、ここを塾舎とすることを決断した。この頃、仮の塾名を日本女子体操学校としていた。
1922年（大正11年）2月1日、トクヨは次のような塾の規則（入塾規定）を発表した。この時、塾名を「二階堂体操塾」と定めた。
- 入学試験なし（入塾1か月後に本入学試験）
- 学力は女子師範学校・高等女学校卒業程度
- 身体強健、体操の資質が良い者
- 年齢20歳前後
- 人事上の身分は単純（未婚[注 6]）
- 修業年限は1年
- 通学は不可（全寮制）
- 食費は15 - 20円
- 月謝は3円
- 書籍・体操服の新調は不要
- 小遣い費は任意
- 指導教科は体育が主
- 卒業しても無資格
- 卒業後は中等教員に就職

以上の条件の下で、定員22人で募集をかけたところ、約4倍の応募が殺到し、トクヨは嬉しい悲鳴を上げた。一方で条件に合わない人からの応募も多く、『わがちから』で「困ったものです」と題して学力や年齢が条件に合わない人に諦めるように訴え、条件に合うものの選外となった人には、東京女子体操音楽学校（現・東京女子体育短期大学・東京女子体育大学）・日本體育會體操學校女子部（現・日本体育大学）・東京女高師（現・お茶の水女子大学）の受験を勧めた。結局、トクヨは定員の2倍に当たる40数人に入学許可を与えたため施設が不足し、塾舎の隣家を月40円で借用し、2棟を新築した。体育研究所設立のために集めていた募金は3,800円、新築・改修にかかった費用は3,500円だったので、残った300円は風呂桶・風呂釜の購入に充当した。
開塾準備を進めていく中で、トクヨは規則の見直しを余儀なくされた。目玉であった仮入学・本入学試験制度は、KPTCで採用していた制度であり、必須のものと考えていたにもかかわらず、塾の財政が火の車で、本入学できなかった生徒に入学納付金20円（願書料5円+入学金15円）を返還する約束を果たせそうにないため、取りやめることにした。次に、月謝を予定の3円から5円に値上げした。その理由を不足する備品の購入費に充てるとトクヨは説明し、これ以上は迷惑をかけないと『わがちから』で訴えた。また入学納付金20円の使途は体操器具の購入費に充てると説明した。

### 二階堂体操塾の開塾と発展

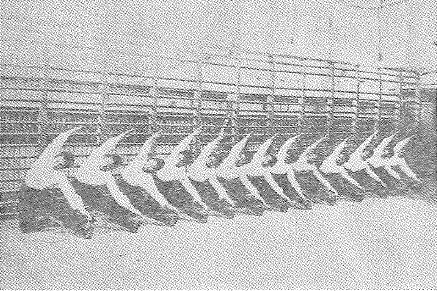
二階堂五禽運動の「つばめ」のポーズ

1922年（大正11年）4月15日、1期生40数人を迎えて二階堂体操塾（以下「体操塾」）が創立した。女子体育の研究機関と女子体育家の養成機関を兼ね、トクヨを中心として入塾生とともに創り上げていく共同体であった。当時の日本では、体操教師の社会的地位は低く、学校側の需要に対して体操教師の志願者は少なかった。そのため1期生は、周囲の反対を押し切って入塾した人が多く、優れた資質を持った生徒が揃っていた。その1人に、戦後参議院議員となる山下春江がいた。山下は、体操講習会で見たトクヨの脚が憧れのアンナ・パヴロワ（バレリーナ）のようにすんなりとしていたことをきっかけに入塾した。トクヨは塾長、教師、舎監、事務員と1人で何役もこなし、多い日には1人で4時間の授業をこなした。東京女高師が3年かけて教える内容を1年で叩き込むという方針だったため、授業をするトクヨも受ける生徒もエネルギッシュであった。授業内容は、号令の掛け方、脚や腕の鍛錬、4 - 5種類のダンス、ランニング、肋木などの器具を用いた器械体操などであった。ほかに「二階堂五禽運動」と称する、ツルやツバメなど鳥の姿をまねた運動を取り入れていた。授業では生徒がリレーの練習中に卒倒したり、開脚跳びで無理をして腸筋を痛め療養したりするなど、生徒に課すべき運動量が研究段階である故の惨事が発生した。
体操塾は設備が不十分で資金難の連続であったが、経営するトクヨは幸せそうだったと末弟の二階堂真寿が証言している。開校して間もなく、体操教師不足の時勢からトクヨの活動は世間の注目を浴び、9月には塾生に出張教授依頼が舞い込み、多くの見学者が来塾した。中でも10月4日には処女会指導者約200人が見学に訪れ、塾では歓迎のために代々木練兵場で体操やダンスを披露した。この歓迎会では創業から間もないラクトー社（現・カルピス株式会社）がカルピスを参加者に振る舞うコーナーが設けられた。塾生の半数は（3学期制の）2学期の末までに就職先が決まっており、残る半数も卒業までに就職先が確定した。塾生は就職せずとも生きていけるような良家の女子であったが、見知らぬ土地への赴任もいとわず、体育教師となった。
塾の評判から、2期生は30人定員だったにもかかわらず、1923年（大正12年）6月時点で72人が在籍していた。9月1日、関東大震災が発生し、東京市では大規模な火災が発生したが、体操塾では火事にならず、トクヨも生徒も無事であった。しかし瓦が散乱し、壁は崩れ、塾舎は半倒壊したため、使用困難となった。塾は1か月休止して生徒を故郷に帰し、『わがちから』は休刊としたが、その後塾再建のため、塾生が体操やダンスをしている写真を10枚1組にしたものをトクヨが作り、塾生に売り歩かせることで資金を調達し、1924年（大正13年）1月25日に荏原郡松沢村松原717番地（現・世田谷区松原二丁目17番22号、日本女子体育大学附属二階堂高等学校の位置）に新校地を求め、できたばかりのバラック校舎に移転した。当日は塾生が机や椅子を抱えて甲州街道を代々木から松原まで6 km行進し、沿道の人の注目を浴びた。そして3月、2人の在塾研究生を除き、2期生76人全員が女子中等学校への就職を決めて卒業していった。
1924年（大正13年）4月に入塾した3期生の中には人見絹枝がいた。岡山県出身の人見は期待して入塾したものの、バラック建ての塾舎にがっかりし、教育内容も期待外れで、退塾したいとさえ思ったという。テニスの選手になりたかった人見にとって、アスリートを嫌い、養成する気などないトクヨの教育はつらいものであり、高等女学校時代にアスリートとして活躍した人見は良くも悪くもトクヨに目を付けられていた。ところが9月に岡山県から県の女子体育大会への出場要請が人見に届くと、トクヨは出場を快く許し小遣いまで渡した。この大会で人見が三段跳の世界新記録をマークすると、トクヨは運動場を急きょ2倍に拡張して競技力向上を支援し、人見が「友達の目をおそれる位」に溺愛するようになった。
1925年（大正14年）1月に『わがちから』を『ちから』に改題して発行を再開した。この頃にトクヨは、体操塾を女子専門学校へ昇格させる計画を公表し、仮校名を「日本女子体育大学」とした。3月には人見が卒業し、トクヨは「1年間だけ勤めて来なさい」と人見を京都市立第一高等女学校（現・京都市立堀川高等学校）へ送り出した。しかし7月に台湾総督からトクヨに体操講習会の講師依頼が届き、トクヨは自身の代理として人見を派遣することにし、台湾から戻ってからは研究生として人見を体操塾に呼び戻した。人見はトクヨと机を並べて二人三脚で専門学校への昇格を目指し、1926年（大正15年）1月15日に校名「日本女子体育専門学校」として文部省へ申請を行った。

### 専門学校への昇格
1926年（大正15年）3月24日、文部省は日本女子体育専門学校（体専）を認可した。私立の女子専門学校としては日本で20校目であり、初の女子体育専門学校であった。体専の目的は「女子ニ高等ノ体育理論及実際ヲ教授シ、以テ体操科教員ヲ養成スルコト」と定めた。昇格に伴い、修業年限は3年に延長されたが、2年制の専修科も並置された。トクヨの個人経営とはいかなくなり、財団法人日本女子体育専門学校（以下「財団」）を設立し、学校は財団の経営に切り替わり、理事長にトクヨが就任した。
専門学校昇格と前後して、1927年（昭和2年）にトクヨは「選手育成の試み」を開始した。1928年アムステルダムオリンピックで人見絹枝が800mにて銀メダルを獲得すると、日本各地の女学校に現れた「人見二世」は人見に憧れて続々と体専に入学した。1932年ロサンゼルスオリンピックには卒業生1人、在校生2人が出場、続く1936年ベルリンオリンピックにも卒業生1人、在校生2人が選ばれ、卒業生の松澤初穂がコーチ兼トレーナーとして派遣された。こうしてアスリートが次々と入学してくるようになった体専は明治神宮競技大会でも活躍が目立ち、「女子スポーツのメッカ」と呼ばれるほどになった。
念願の専門学校となったものの、体専は順調な発展を遂げることはできなかった。定員を150人に増やしたところ、開校初年は約130人、2年目は約70人と定員割れしてしまった。その理由を教師の資格が取れないからだと考え、1927年（昭和2年）8月24日に文部省へ中等教員無試験検定資格認定の許可を申請し、1928年（昭和3年）6月4日に許可された。女子の中等教員無試験検定の許可校は、日本體育會體操學校女子部、東京女子音楽体操学校、中京高等女学校（家事体操専攻科のみ、現・至学館高等学校・至学館大学）に次ぐ4校目（女子のみの学校としては３校目）であった。これにより1929年（昭和4年）以降の卒業生は体操科免許の無試験検定の対象となったが、あくまでも「検定」なので、不合格となる可能性もあった。念願の無試験検定資格を得たものの、トクヨのもくろみは外れ、1学年の人数は40 - 50人台で低位安定した。真寿は、日中戦争が暗い陰を次第に濃くしていったことがその理由の1つであると分析した。1936年（昭和11年）11月3日にトクヨは「奮起せよ!日本女選手!」と題した檄文を出し、「人見嬢に続かしめ」る日本女性を「日本のほこり」のために体専で育成することを宣言し、成績優秀者に特別優遇を行うと発表した。ところが1938年（昭和13年）に国家総動員法が施行され、1940年東京オリンピックの開催返上が決定すると、翌1939年（昭和14年）からアスリートへの優遇を廃止し、対外試合への出場も禁止した。男性体操教師が次々と召集され戦場へ送られる社会情勢では、選手育成よりも優秀な女性体操教師の育成に集中すべきであるとの判断からだった。
自分の身を国家に捧げるというトクヨの崇高な志は、時々の政策に引っ張られやすいという弱点を持っており、陸軍現役将校学校配属令が出された時には「ご出陣を祝ひ奉る」と賛美する文章を発表し、軍人への慰問のために校内に花畑を造成した。当時のトクヨを、体専教師の今村嘉雄は「よい軍国婆さん」と表現した。こうした中でトクヨは学校経営の実務を名誉校長の二宮文右衛門に任せ、校内に引きこもり、病気がちとなった。多くの篤志家の寄付に支えられ、優秀な塾生に囲まれて幸福だった創立当初とは異なり、この頃には親しい人が多く離れてしまったと見え、真寿に「自分なんぞは今に誰からも相手にされなくなって、電信柱の蔭にひとりでうずくまっているかもしれない」という苦しい胸の内を明かしている。
1941年（昭和16年）4月7日、トクヨは体専の入学式の朝に倒れ、東京海軍共済組合病院（現・東京共済病院）に入院、後に慶應義塾大学病院へ転院した。病名は胃ガンで、同年7月17日午前1時40分に60歳で死去した。

### 清寿校長時代
生涯独身であったトクヨは、死を目前にして村田美喜子（トクヨの妹・村田とみの次女）を養女に迎え、後の事を託した。美喜子は岩佐高等女学校（現・佼成学園女子中学校・高等学校）を退職して死の床にあるトクヨを看病するとともに、遺言書を口述筆記していた。この中でトクヨは、在校生全員の卒業・就職を待って学校を閉鎖し、資産を整理して政府に献上することを要望した一方で、もしも良い人が現れれば学校を譲っても良いと付記した。トクヨの手筈では美喜子が指揮を執ってこれらを円滑に処理する予定であったが、困った美喜子はトクヨの長弟・二階堂清寿に助けを求め、10月22日に清寿が2代目校長に就任し、美喜子は財団の理事長となった。トクヨの生前から財団役員に名を連ねていたとは言え、清寿は「体育のタの字も知らない」人物だったため、生徒は反発した。しかし太平洋戦争の激化でボイコットには発展せず、清寿は同窓会「松徳会」を組織し、校舎改築期成会の立ち上げ、学校・保護者・松徳会の三位一体を企図した『体専鼎報』の発行、校歌の制定を通して反発を収束させていった。清寿校長はトクヨの不得意なところから手を付けることで、次第に生徒から受け入れられていった。
清寿校長時代は戦争とともにあり、修業年限の繰り上げや早期卒業が実施されたほか、「空襲時における準備訓練講習会」や「明治神宮国民錬成大会」（明治神宮競技大会の後進）への在校生の参加、学徒出陣の見送りなど戦時色が強くなっていった。校庭は麦やサツマイモの畑に転換され、下級生が栽培の任に当たった。上級生は学徒勤労動員で三鷹の日本精密工業などへ勤労奉仕に派遣された。体育を専攻する学生だったことから、他の勤労動員学生よりよく働き、気力・体力もあったことから、派遣先の評価は高かったという。学校として思うような授業が行えない一方で、全寮制を生かして毎朝宮城遥拝と諸連絡、毎夜薙刀やダンスの練習が実施できたため、他の学校よりは教育機関としての体を成していた。幸い校舎は空襲の被害を受けずに済んだ。
1949年（昭和24年）、美喜子が30歳の若さで急逝し、トクヨの資産は夫の二階堂直富が継承した。学制改革に伴い、体専は1950年（昭和25年）に日本女子体育短期大学（日女体短）に改組し、学長に清寿、副学長に真寿が就任した。この時、財団も学校法人二階堂学園に改組したが、その手続き過程で体専の校舎がトクヨの個人名義になっており、これを継承した直富に校舎を譲ってもらわねば学校経営が立ち行かなくなるという波乱があった。
日女体短への完全移行は1951年（昭和26年）で、同年に体専としての最後の卒業生26人を世に送り出した。日女体短は、トクヨが体操塾を開塾した4月15日を開校記念日と定めて休講とし、学生一同を連れてトクヨの墓（築地本願寺和田堀廟所）に参る日とした。その後、日女体短は東京女高師時代のトクヨの教え子である戸倉ハルを教授に迎え入れ、戸倉を中心に4年制大学設立を推進し、1965年（昭和40年）に日本女子体育大学（日女体大）を開学した。

## カリキュラム

### 体操塾
開塾前の計画では、次の科目を開講予定であった。以下の「遊技」はダンスのことである。
| 科目名         | 授業内容             | 科目名   | 授業内容                 |
| 実 地          | 実 地                | 副 学 科 | 副 学 科                 |
| 体操           | 各種の教育体操       | 倫理     | 実践倫理、婦人問題の研究 |
| 遊技           | 各種の教育的舞踏     | 教育     | 主に心理学               |
| 競技           | 女子用屋外競技       | 歴史     | 民族興亡史、世界体育史   |
| 号令法         | 呼吸法、発声法       | 国語     | 現代名文講読、作文、詠歌 |
| 理 論          | 理 論                | 英語     | 日常会話                 |
| 体育及び体操論 | 体育の一般論、特殊論 | 音楽     | 唱歌                     |
| 生理及び解剖学 | 各部詳細の研究       |          |                          |

開塾初年度の実際の時間割は以下の通りである。
|   | 月     | 火   | 水   | 木   | 金     | 土   |
| 1 | 体操   | 体操 | 体操 | 体操 | 体操   | 体操 |
| 2 | 体操   | 体操 | 体操 | 体操 | 体操   | 体操 |
| 3 | 競技   | 英語 | 競技 | 英語 | 英語   | 倫理 |
| 4 | 競技   | 心理 | 競技 | 和歌 | 英語   | 倫理 |
| 5 | 体育史 | 音楽 | 解剖 | 競技 | 衛生   |      |
| 6 |        |      | 生理 | 遊技 | 救急法 |      |

体育教師の育成を主目的としながら、体育の座学と実技のみならず、生理学や英語などの授業を取り入れていたのは、体育が知育・徳育の基礎であるとトクヨが考えていたことによる。すなわち、体育の専門家になろうというのであれば、教育界全体の中での自らの立ち位置を認識する必要があるという考え方である。人見絹枝は、「体の鍛錬よりも心の訓練が大きかった」と語った。
計画段階では、生徒が自由に外出・研究に充当できる「研究日」を週1日設定する予定であった。生徒に幅広い一般教養を身に付けた体操教師になってほしいという願いからだったが、実現できなかったため、校外学習を取り入れて代用した。

### 体専
体専は本科・専修科・専攻科の3つのコースを設置していた。本科は3年制、専修科は2年制であった。体操科中等教員資格はいずれの科でも取得可能で、本科はさらに編物の中等教員と同様の実力を身に付け、希望者は選手やコーチになれると学校紹介で謳っている。
以下に1934年（昭和9年）の教育課程を示す。
本科
| 科目                                           | 1年生              | 1年生  | 2年生              | 2年生  | 3年生              | 3年生  |
| 科目                                           | 科目名             | 単位数 | 科目名             | 単位数 | 科目名             | 単位数 |
| 必 修 科 目                                    |                    |        |                    |        |                    |        |
| 修身                                           | 国民道徳           | 1      | 国民道徳           | 1      | 倫理               | 1      |
| 体育及体操教授法                               | 心理学・論理学     | 2      | 教育学・教育史     | 2      | 体操教授法         | 2      |
| 体育理論                                       | 体育理論           | 2      | ―                  | 0      | ―                  | 0      |
| 生理・解剖学                                   | 生理・解剖学       | 3      | 生理学             | 3      | ―                  | 0      |
| 衛生・看護・栄養学                             | 解剖学             | 3      | 衛生・看護・栄養学 | 3      | 優生学             | 2      |
| 体操                                           | 体操               | 7      | 体操               | 6      | 体操               | 5      |
| 教練                                           | 教練               | 2      | ―                  | 0      | ―                  | 0      |
| 遊技                                           | 遊技               | 4      | 遊技               | 5      | 遊技               | 6      |
| 競技                                           | 競技               | 4      | 競技               | 5      | 競技               | 5      |
| 薙刀術・弓術                                   | 薙刀術・弓術       | 2      | 薙刀術・弓術       | 2      | 薙刀術・弓術       | 2      |
| 英語                                           | 英語               | 2      | 英語               | 2      | 英語               | 2      |
| 国語・文学史                                   | 国語・文学史       | 2      | 国語・文学史       | 2      | 文学史             | 2      |
| 音楽                                           | 音楽               | 4      | 音楽               | 4      | 音楽               | 6      |
| 女子競技選手指導法                             | 女子競技選手指導法 | 1      | 女子競技選手指導法 | 1      | 女子競技選手指導法 | 3      |
| 体操・教練・遊技・競技武術・音楽（不定時実習） |                    |        |                    |        |                    |        |
| 計                                             |                    | 36     |                    | 36     |                    | 36     |
| 随 意 科 目                                    |                    |        |                    |        |                    |        |
| タイプライター                                 | タイプライター     | 2      | タイプライター     | 2      | タイプライター     | 2      |
| 珠算                                           | 珠算               | 2      | 珠算               | 2      | 珠算               | 2      |
| 習字                                           | 習字               | 2      | 習字               | 2      | 習字               | 2      |

専修科
| 科目                                           | 1年生          | 1年生  | 2年生              | 2年生  |
| 科目                                           | 科目名         | 単位数 | 科目名             | 単位数 |
| 必 修 科 目                                    |                |        |                    |        |
| 修身                                           | 国民道徳       | 1      | 国民道徳           | 1      |
| 教育・体操教授法                               | 心理学・教育学 | 2      | 教育史・体操教授法 | 2      |
| 体育理論                                       | 体育理論       | 2      | ―                  | 0      |
| 生理・解剖学                                   | ―              | 0      | 生理学             | 3      |
| 衛生・看護・栄養                               | 解剖学         | 3      | 衛生・看護栄養学   | 3      |
| 体操                                           | 体操           | 9      | 体操               | 9      |
| 教練                                           | 教練           | 2      | 教練               | 1      |
| 遊技                                           | 遊技           | 4      | 遊技               | 4      |
| 競技                                           | 競技           | 4      | 競技               | 4      |
| 薙刀術・弓術                                   | 薙刀術・弓術   | 2      | 薙刀術・弓術       | 2      |
| 国語                                           | 国語           | 2      | 国語               | 2      |
| 英語                                           | 英語           | 1      | 英語               | 1      |
| 音楽                                           | 音楽           | 4      | 音楽               | 5      |
| 体操・教練・遊技・競技武術・音楽（不定時実習） |                |        |                    |        |
| 計                                             |                | 36     |                    | 36     |
| 随 意 科 目                                    |                |        |                    |        |
| タイプライター                                 | タイプライター | 2      | タイプライター     | 2      |
| 珠算                                           | 珠算           | 2      | 珠算               | 2      |
| 習字                                           | 習字           | 2      | 習字               | 2      |

専攻科
| 科目名       | 単位数 |
| 修身         | 1      |
| 体操教授法   | 2      |
| 体育理論     | 2      |
| 生理及衛生   | 4      |
| 体操         | 6      |
| 教練         | 1      |
| 遊技         | 4      |
| 競技         | 6      |
| 薙刀術・弓術 | 1      |
| 音楽         | 3      |
| 計           | 30     |

## ダンス
トクヨは曲線運動、優美体操、舞踊、舞踏、遊戯、遊技と様々な言葉を使っているが、これらはすべてダンスと言い換えることができる。
ダンスそのものは、トクヨのイギリス留学前より日本の体操科の授業で取り入れられており、井口阿くりによってファーストダンスやポルカセリーズなどが持ち込まれていた。トクヨ自身、イギリス留学前から授業や運動会でダンスを実施し、留学中には数校でイギリスの民族舞踊、ホーンパイプ、スコッチリール、アイリッシュジグ、ウェルシュダンスなどの稽古に励んだ。この結果、KPTCの生徒でもできないダンス術を身に付け、女子体育にダンスが重要な教材であることを認識して日本に帰国した。ダンスが曲線的運動で女子に曲線美を与えることと、ダンスが民族の女性的精神の発露であると考えたのである。
トクヨのダンスにおける功績は、ダンスの基本練習に身体練習・表現練習・リズム練習の3要素を初めて実践したことと日本で初めて体格改善のためにダンスの指導を行ったことである。
- 身体練習 - 体幹・上肢・下肢を使って緊張・解緊・重力移動を行う「天下の財宝を集めて」と題した運動や各種のステップの踏み方の練習があった[134]。トクヨはワルツのステップの踏み方を「茶の湯の心でするように」と指示し、音を立てることは厳禁とした[135]。トクヨが見せる手本は立派であったといい、特にホップとバランスの動作が美しかったと伝えられる[135]。
- 表現練習 - 代表例がトクヨの創作ダンス[136]「三人遊び」である[135]。三人遊びは3人1組で互いの両肩に手をかけ、前後にホップを踏み、仲良しを表現するダンスであった[135]。3人の息の合った動作が求められ、特に視線の置き方に厳しい指導が入った[135]。
- リズム練習 - のリズムで行われるホップに合わせて、またはのリズムで拍手をさせたり、のリズムで、浮いている方の膝を伸・屈・伸と動かしたりする練習があり、かなり難易度の高い練習であった[135]。

学校でのダンス指導の先覚者としては、坪井玄道・高橋忠次郎・井口阿くりらがいる。坪井と高橋は日本国外のダンスを体操科に導入し、その指導法を考案した。井口はアメリカからポルカセリーズとファーストを持ち帰ったもののスウェーデン体操重視の姿勢から、積極的なダンス指導は行わなかった。こうした点から、トクヨは体格改善を考えてダンスの指導を行った、日本で最初の指導者であると言える。
トクヨのダンスのレパートリーは、トクヨ自身の創作ダンスや、生徒が習ってきたものに手直しを加えたものをどんどん追加していき、1924年（大正13年）頃には50種類ほどになっていた。ファーストやカドリールといった西洋式のダンスのみならず、「雨降りお月さん」や「花嫁人形」といった日本の童謡を用いたもの、木曽節や佐渡おけさといった各地の民謡を用いたものまで多様であった。トクヨが日本の歌や踊りをダンスのレパートリーに多数採用したのは、留学中に日本の歌や踊りを披露するよう求められるも何もできなかった経験をしたことに加え、ダンスは民族精神の発露だという認識を持ったため大和民族の精神涵養に日本独自のダンスが必要と考えたことが理由である。教え子の内田トハと御笹政重の共著による『教育ダンス』（1925年）に掲載されている57種類のダンスのうち36種類がトクヨ直伝のダンスであり、多くはイギリスから持ち帰ったダンスだった。
ダンスに使う楽曲は、古典的な曲から当世の流行歌まで幅広く取り入れ、歌っても踊っても良い曲を揃えていた。体専が歴史を重ねていくうちに、トクヨのダンスは誰ともなく「伝統のダンス」と呼ぶようになり、夕食の前後の時間に上級生から下級生に伝授されていった。生徒が入学して最初に教わるダンスは「里ごころ」という歌詞と曲調が郷愁を誘うものであったため、親元を離れて学ぶ彼女らはひそかに涙したという。
ダンスは体操塾・体専の教育の象徴として、見学者や軍人の来訪時に披露されたほか、塾生がダンスしている写真を販売したり、地方巡回公演を開催したり と資金調達の手段としても利用された。
トクヨをはじめとする女子体育界のダンス重視は負の側面も生んだ。女性体操教師が不足していた時代、貴重な女性教師は専ら行進遊戯（ダンス）の授業を担当させられることになり、いつしか女性教師側も行進遊戯を教えることに安住し生き甲斐を覚えるようになっていった。したがって世間に「女性体操教師は、すなわちダンス教師である」という認識が生じ、女性体操教師がダンスしか教えないので時間割編成が困難になる、「男性教師は体操と競技、女性教師はダンス」と役割が固定化するという弊害をもたらし、「女子体育は女子の手で」の理想の実現を不可能にする結果となった。体操塾で教鞭を執ったことのある大谷武一は、男性教師が体操・競技を担当することは、すなわち男子の体操・競技を女子にさせているにすぎず、いつまで経っても女子体操・女子競技は生まれないとし、これが女子体育の不振の理由だと指摘した。そこで女性教師にはもっと体操や競技を指導することを要求し、男性教師には女子の教材を研究し、ダンスも指導するよう訴えた。

### 体操塾時代のダンス
体操塾の頃のトクヨのダンスは、女子の体格改善を目指すダンスであり、トクヨが1人で教えていた。トクヨは1期生の体格を研究し、その結果を『わがちから』に掲載した。トクヨは、体操教師を目指す塾生の体格は日本人女性の中でも優れている方だろうと考えていたが、その結果は貧弱で異常な発育状態であり、トクヨは愕然とした。具体的な数値を挙げると、塾生の平均値は身長151.06 cm、体重48.72 kg、肺活量2,247 cc、握力は右20.4 kg、左18.8 kgであった（当時のイギリスの20代女性は身長157.58 cm、体重55.33 kg、日本の成人男子は身長164.58 cm、体重64.00 kg、肺活量3,722 cc、握力は右47.1 kg、左43.8 kg）。トクヨの分析結果を次に示す。
1. 身体の発育が矮小
2. 身体の発育を代表する部分がみな細い - 首・胸・腰が細い
3. 腕の発育不良 - 前腕は西洋婦人より長いが発育は悪い
4. 脚の発育不良 - 下腿は日本男子より発達するが、大腿は不良
5. 股関節が完全に伸びていない

そこでトクヨは脚の強化のために舞踊を、股関節や上体の強化のために西洋舞踊が良いと考え、ダンスを奨励した。ここで言うダンスは体格改善のためのダンスを主とし、趣味的・娯楽的ダンスは副次的に行うものであった。

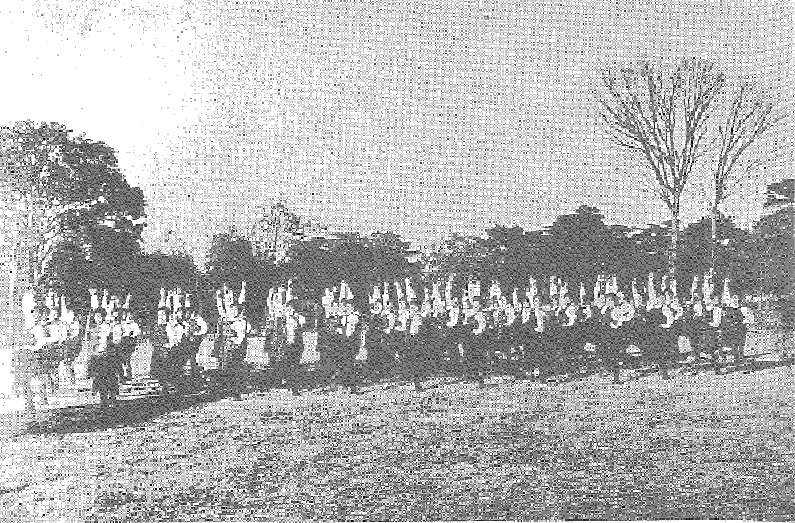
体操塾のダンス「森の女神」
この写真は関東大震災の時に資金獲得のためにトクヨが販売したものの1枚である。

トクヨが日常的に教えていたダンスの内容を窺い知ることができる資料として、処女会指導者歓迎会（1922年10月4日）の記録が残っている。歓迎会は、体操・遊技・競技・客員競争・プロムネードの5つのプログラムに分けられていた。この中からダンスに相当するものを抽出すると、まず体操では、跳躍運動の代わりに「競技舞踏」を行った。競技舞踏とは東京YMCAでスコット・ライアン（W. Scott Ryan）が指導した体育ダンスの1種であり、砲丸投、円盤投、やり投、マラソンを取り入れたダンスであった。続く遊技では、ふたり遊び、お馬さん、万歳、ロブスタージッグ、クロッグダンス、三人遊び、月見ポルカの各演目を披露した。競技と客員競争は各国競争（ランニング）やだるま運びなどの運動会的な種目のみでダンスは含まれず、最後のプロムネードでは「体育奨励の歌」を歌いながらの行進遊戯が行われた。歓迎会は16時に始まり19時に成功裏に終わった。

### 体専時代のダンス
体操塾時代より、トクヨはいずれ自分1人で指導できなくなることを分かっており、その時には「何が何でも夫れ夫れ卓越した先生にお頼みせねばなりませぬ」と語っていた。記録に残る最初にトクヨが採用したダンス教師は、石井舞踊研究所の蔦原マサヲであり、1926年（大正15年）のことであった。
トクヨが採用したことが判明しているダンス教師は、芸術舞踊の石井小浪（学校舞踊）、高田せい子（バレエ・西洋舞踊）、蔦原マサヲ（遊技・学校舞踊）、貝谷八百子（クラシックバレエ）、唱歌遊戯・行進遊戯の戸倉ハル、香川一郎、赤間雅彦、教育舞踊の升本一人、体育ダンスの渋井二夫、リトミックの天野蝶、アメリカのダンスのルシール・ウィルコックス（Lucille Willcox）の11人である。彼らはいずれもダンスの各分野で活躍した専門家であり、体専とは兼務であった。例えば高田せい子は高田舞踊研究所の所長、ルシール・ウィルコックスは東京YWCAのダンス教師が本務である。『学校体操教授要目』で教えるべきとされたダンスは唱歌遊戯・行進遊戯のみであり、トクヨが多種類のダンスを取り入れて体格改善を目指していたことが窺える。
昭和初期にプロの指導者を招いて芸術舞踊を教えていた学校は珍しかった。しかし『学校体操教授要目』へ従わせようという文部省の方針により、トクヨの死後である1942年（昭和17年）に芸術舞踊の教師は解任された。生徒にとって石井小浪や高田せい子らが解任されたのはショッキングな出来事であったと考えられるが、それを伝えるものは残っていない。ダンス曲は「勝鬨」（かちどき）、「軍艦行進曲」、「愛国行進曲」など軍国調のものに代わり、ダンスの各種ステップの名も「足尖歩」など日本語に置き換えられた。しかしこうした措置は一時的なもので、ダンスを主要なものとする学校の伝統は絶えることなく、戦後まもなく入学した黒沢智子がバレリーナになったほか 日本女子体育大学にもダンスの伝統は引き継がれている。

#### 集団体操・マスゲーム
トクヨは明治神宮外苑競技場で集団体操、すなわちマスゲームを指揮したことがある。ある年の体操祭では約250人の体専生徒を率いて集団演技を行わせた。トクヨは号令をかけながら競技場の隅よりフィールドの中央へ移動していき、当日の演技内容を書いた扇子を見ながら指揮を執った。
また別の年の体操祭では、制限時間の10分を過ぎてしまい、トクヨは演技を止めて、このまま演技を終了するか継続するか、客席に向けて問いかけた。主催者がどう返答するか迷っている間に観客の中から「やれやれ!」と囃し立てる声が上がり、トクヨは予定していた演目をすべてやり切った。
体専のマスゲームは社会的な評価が高く、日女体短・日女体大へも継承された。日女体短の日本体操祭へのマスゲーム参加作品のほとんどは体専でダンスを教えた戸倉ハルが手掛け、同じく体専教師の天野蝶が創作した作品も2つある。

## 教師と経営者

### 体操塾教師
開塾初年度の担当教師は次の通りである。これらの教師は、いずれもトクヨの考えに賛同しトクヨを援助した人々である。
- 体操 - 二階堂トクヨ、陸軍軍人（5人）
- 競技・遊戯 - 二階堂トクヨ
- 体育史・解剖・生理・衛生・救急法 - 林良斎（海軍軍医・大尉）
- 英語 - 宮本鉄之助（文学士）[注 26]
- 音楽 - 豊田夫人（声楽家）
- 和歌 - 二階堂真寿（文学士・トクヨの弟）

トクヨにとって最も重要な教師は、軍医の林良斎であった。女子体育の研究所として、生理学的・解剖学的な知見を持った人材を必要としていたため、林という人材を得られたことが開塾に向けた大きな一歩となり、林はトクヨの右腕として教育と研究に尽くした。
以上のほか大谷武一、野口源三郎ら外部講師を雇用していた。外部講師は勤務時間がしっかり決まっており、時間通りに来て授業を行った。教科外の指導者として美粧倶楽部の山本久栄がおり、髪の結び方、顔の磨き方、衣服の着付けなど身だしなみを指導した。教師ではないが、トクヨの母・キンは塾の経済の管理、お手伝いさんの指揮、家事一切を担当して塾生やトクヨを支えた。
1925年（大正14年）現在の教師は、競技選手が10数人、声楽家・器楽家が各2人、医師・文学士・理学士が各1人であった。
教師と生徒の距離は近く、真寿は授業の後に生徒とオルガンを囲んで合唱した思い出を語っている。

### 体専教師・経営者

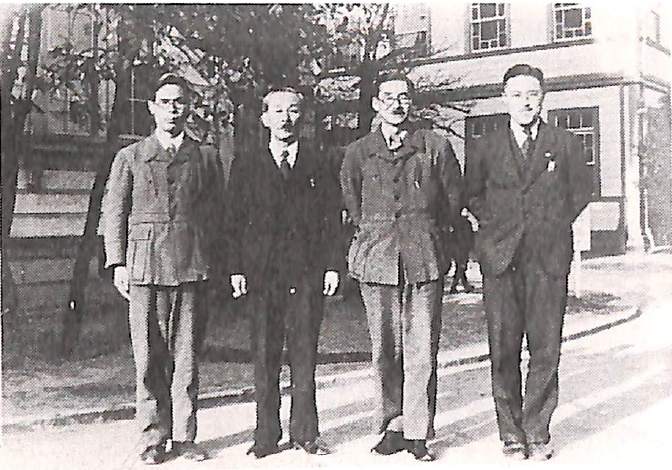
東京高師体育科教師陣（1941年）
右から順に今村嘉雄、野口源三郎、二宮文右衛門、浅川正一。浅川以外は体専でも教師を務めた。

専門学校への昇格に伴い、トクヨの個人経営から財団の経営に切り替わった。財団の理事長はトクヨで、初代理事には林良斎・安井てつ・中川謙二郎の3人が就任し、評議員は理事長・理事に、二階堂清寿と小山良作（陸軍少将）が加わった。
1927年（昭和2年）の学校案内によれば、教師は約20人いた。専任教師には弟の二階堂真寿（国語・英語・教育）、評議員の小山良作（教練・競技）、体操塾OGの宮崎つや・御笹政重（体操・遊技・裁縫）ら、兼任教師には東京高師の野口源三郎（競技）、武術師範の園部秀雄（武術）らがいた。（ダンス教師については#体専時代のダンスを参照。）これ以降も東京高師体育科の教師が多く兼任しており、佐々木等・今村嘉雄・二宮文右衛門らが勤務している。これはトクヨから名誉校長に任じられ、実務を任されていた二宮が、東京高師の教員を体専教師に推薦していたからである。また慶大教授の加藤信一（医学博士）を校長代理に指名していた縁で、慶大教員も数名勤務していた。
トクヨの没後は、2代目理事長に二階堂美喜子が、2代目校長に二階堂清寿が就任した。清寿はトクヨが不得手とした学校経営の面で統率力を発揮することで、トクヨとは異なる校長像を確立し、生徒の信頼を得ていった。トクヨ亡き後の厳しい環境で清寿校長を支えた教師に西田順子がいた。

### 教師とトクヨ
トクヨは生徒への愛ゆえに厳しく指導したが、他の教師に対しても同様の厳しさを求めた。例えば、期末試験では及第点を60点とし、100点満点は非常によくできた場合にのみ付けること、すべては生徒の自己責任なので60点以下（落第点）も遠慮なく付けるように指示していた。
指導上の注意として、完全な教授を要求し、訓育に立ち入らないようにと厳命していた。このことは、熱意にあふれる若手教師にとっては不満の種となり、トクヨとそりが合わずに学校を去るものも少なくなかった。またトクヨは青年将校をかわいがっており、軍人が来校すると、通常授業を中断して湯茶での接待や生徒のダンス披露をさせたため、これに不満を抱く教師も多かった。とは言っても面と向かってトクヨの方針に異議を唱えることができたのは理事の1人しかいなかったと今村嘉雄は記している。
トクヨに気に入られた若手男性教師は、校長室への気軽な出入りを許された。そのうちの1人である佐々木秀一は、トクヨが普段の孤独感を漂わせず明朗快活で、かつらを外した応対したと語っている。

## 校舎・校地

### 代々木時代
代々木の体操塾は、4つの建物で構成されていた。うち2棟は借家で、この2棟の間に四畳半3間の新棟を建設した。また庭には雨中体操場（体育館）兼寄宿舎とするための新棟を建設した。4棟合わせて120畳ほどあり、電灯28基を設置していた。寄宿舎は4部屋あり、教室としても利用された。中でも21畳の大部屋は、学科教室、講堂、体育館、音楽室、自習室、食堂、寝室と7種の用途があったことから「七面鳥のお部屋」と呼ばれた
塾舎の前後に庭があり、表の庭（20余坪≒70 m2）を運動場に、裏庭（4坪≒13 m2）を物干し場に充てていた。トクヨは資金難ながら体操器具だけは揃えようと考え、肋木・上下棒・跳び箱などスウェーデン体操の器具を購入し、運動場に所狭しと器具を置いたが、収納スペースはなく雨ざらしにせざるを得なかった。運動場の不足を補うため、代々木練兵場を「黙認」の形で使わせてもらっていた。
1923年（大正12年）に体操塾を訪問した宮城県の新聞記者は、建物は普通の民家でここに75人もの生徒が学んでいるとは思えないほど小さいと記した。

### 松原時代

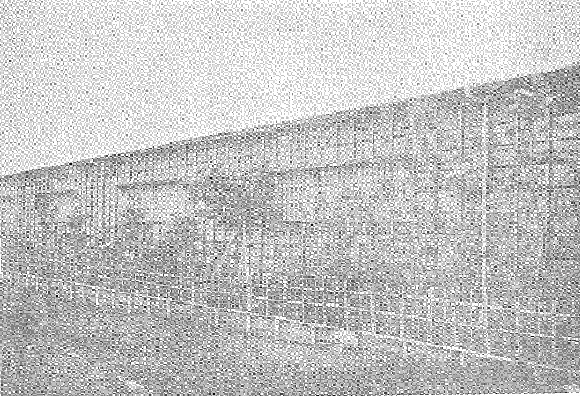
松原の校舎

松原に移転したばかりの頃は、10教室と1,000坪（≒3,305.8 m2）の運動場を有していた。人見絹枝が入塾した時の体操塾がこれで、京王線松原駅（現・明大前駅）から畑地の中を抜け、竹やぶに囲まれた地にあった。校舎はバラックで、想像とのあまりの違いに人見は落胆したという。1924年（大正13年）に雨覆い体操場兼講堂を建設し、人見絹枝のために急きょ運動場を2倍に拡張した。1925年（大正14年）には運動場を5,000坪（≒16,529 m2）まで拡張、生理解剖室・研究室を建設した。それでも設備が不足したので、東京帝国大学（東大、現・東京大学）に生徒を連れて解剖の見学に出かけたり、慶応義塾大学（慶大）や東京女子音楽体操学校から備品を借用して文部省の審査をやり過ごしたりしていた。
1933年（昭和8年）に体専を訪問した記者によると、玄関を入ってすぐのところに「去華就実」と書かれた額が飾られ、その横には「面会時間30分」、「商品紹介御断り」と書かれた紙が貼ってあったという。3坪（≒9.9 m2）ほどの部屋を書斎兼校長室としており、洋風の室内には「正義無敵」の額を掲げていた。校長室の入り口にはカーテンがかけられ、中の様子が窺えないようになっており、生徒が入室する際は一声かけて入室許可を得た。
冬季には運動場が霜柱でぬかるみ、満足な練習ができないため、今村嘉雄の紹介で東京高等師範学校（東京高師）バスケットボール部（現・筑波大学男子バスケットボール部）の指導の下、バスケットボールを習うグループが生まれた。このグループには陸上競技の石津光恵や水泳の松澤初穂が参加しており、大塚の東京高師体育館へ通ってバスケットボールをプレーした。金欠ゆえに校舎は雨漏りしても修繕することができず、空襲は受けなかったものの、日女体短に移行してすぐに新築・改築に取り掛かった。
校舎はトクヨの個人資産扱いになっていたが、財団を学校法人二階堂学園に改組する手続きを行うまで誰も知らず、継承者の直富と経営者の清寿が対立することとなった。

## 学生生活

### 塾生の1日
二階堂体操塾はトクヨ塾長を中心として塾生とともに創り上げていく共同体であり、塾舎はトクヨの厳格さと慈愛に満ちていた。
二階堂体操塾は全寮制であり、塾の1日は朝の起床から始まる。塾生は顔を洗った後、自室と分担場所の掃除を行い、徒手体操をする。生徒の化粧は禁止されていた。7時に朝食を自室で摂り、休憩をはさんで1時限目の授業が始まる。食事の準備などの家事一切はトクヨの母・二階堂キンと住み込みのお手伝いさん2人が担当し、配膳は当番制で塾生が行った。トイレに行く時間まで決められており、朝は起床後と朝食後に行くように求められた。これは教師になった後、授業中に尿意を催さないようにするための訓練を兼ねたものだった。
「実質本位」を掲げ、女子高等師範学校が3年かけて教える内容を1年で叩き込むこととしていたため、チャイムを鳴らさず、出席簿も付けないという状態ながら、塾生は緊張感をもって授業に臨んだ。1時限目の授業は、トクヨ塾長自らが指導する講義がほとんどであった。外部講師は、決められた時間にきっちりとやってきて講義や実技を指導した。午前の授業は11時までで、その間10時頃におやつが出されるが、おやつを食べるための休み時間はなく、塾生は実技をしながら食べていた。雨天で屋外での実技ができなかった場合や、土曜日の夜は、「つぎあて」の時間に充当された。
午前の授業が終わると洗面、休憩をはさんで昼食となり、食後は13時まで昼休みであった。昼休みは文字通り休むことが求められ、手紙を書く以外の行動は認められなかった。
午後の授業は13時から17時までみっちり詰まっており、午前中と同じく業間におやつが出された。午後の実技もたいていはトクヨ塾長が自らダンスや棍棒などを指導した。授業中にはトクヨが「○○にはこういう癖がある」と一人ひとりに講評を行い、面と向かって指摘されるため泣き出す塾生もいたという。17時に授業が終わると夕食となるが、これで1日は終わらず、食後に英語などの授業が行われた。英語の講師は東大の学生が務め、原書で物語などを読むというものであった。授業以外にも、生徒を集めてトクヨがお話会を開くことも多かった。お話会の内容は西洋の物語や人生論、イギリスでの生活などであった。特に西洋の物語では、「ハムレット」、「リア王」、「オセロ」、「人魚姫」などを語り聞かせ、生徒は登場人物になりきって聞き入り、トクヨは語りながら感情移入して涙をこぼすこともあった。トクヨの話は2 - 3時間に及ぶものだったと人見絹枝は回想している。第1期生の証言によると、すべて終わるのは21時であったという。
授業が終わると寄宿舎へ帰った。寄宿舎では「足が曲がる」という理由で座ることが禁止されていた。

### 校外活動と外出・外泊
トクヨは校内での授業ばかりでなく、早慶戦の応援見学、東京市街の見物、講演会めぐりなどの校外での活動も多く取り入れた。これは幅広い教養を身に付けさせることが目的であり、来客用の果物を買いに行かせるという名目で、千疋屋に行かせて銀座を生徒に見聞させることがあった。生徒を外部の危険から守るため、土日の外泊は近親者宅に行くことのみ許可し、その前にはよく注意して聞かせた。門限も厳しく、時間ぴったりに閉門していた。生徒は門限に遅れてしまった場合、走高跳の要領で助走をつけて門を跳び越え、ひらりと身をかわして校内に戻った。
校門は普段固く閉ざされており、用事のある者は横の玄関口に回って塀をノックし、小窓から顔を出した案内人の入校許可を得る必要があった。この時、学校に関係のない人物と見なされると、号令練習で鍛えた大声で追い返されたという。
校外実習では、1934年（昭和9年）1月に新潟県の岩原スキー場にて生徒が水着1枚でスキーや体操を行ったという記事が読売新聞に出ている。記事によれば、松澤初穂の号令で生徒らは一糸乱れぬ体操を行った後、縦横無尽にスキーで斜面を滑走したといい、これを取材した稲葉特派員は「日本女性の未来に大いなる力強さを覚えた」と感想を綴っている。記事中には「裸体スキー」という表現が用いられているが、その光景に不純さはなく健康美にあふれていたといい、日本では初めてだが北欧では盛んに行われていると報じた。

### 服装

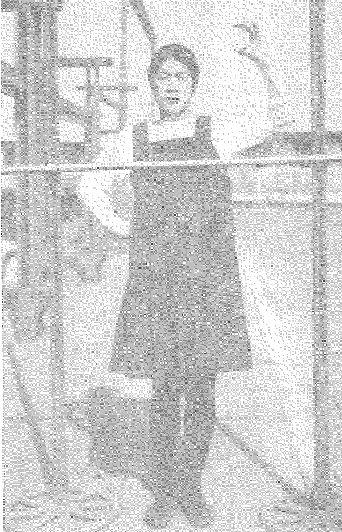
体操塾のチュニック
着用者は人見絹枝（17歳）

塾生の服装は、開塾当時には規定がなかったものの、身体の健康を重視するトクヨは、開塾後直ちにチュニックを採用した。トクヨの発行していた雑誌『わがちから』の写真に写る塾生は皆チュニックを着用しており、体操服も日常着もチュニックにしていた。東京女高師の教授時代には、「和服式体操服」を考案したことがあるものの、結局不採用となり、当時から生徒にチュニックを着せていた。また安井てつに請われて東京女子大学で体操の授業を担当した際にも、体操服にチュニックを指定した。
体操塾で使うチュニックは、胸元がゆったりした普通のチュニックと、胸元を狭くし自由な呼吸を束縛する「似て非なるチュニック」の2種類あった。チュニックはベルトで腰のあたりに固定し、肋木に逆さまにつかまる時には裾の近くでベルトを締めることでスカートの落下を防いだ。このチュニックは、2019年（平成31年）に吉野作造記念館の企画展で展示され、企画展を報じた河北新報は「カフェのユニホームにも見える」と表現した。

### 入浴
健康のため、毎日入浴させていた。入浴時間は「敏捷性を身に付ける」という名目で1人3分しか与えられず、先輩と後輩の入浴が重なった場合は、後輩が先輩の背中を流す時間と自分の体を洗う時間を含めて3分で終えなければならないという厳しいものであった。風呂沸かしは当番制で、仕事が終わるとトクヨから金5銭と夜食が出されたため、生徒は進んで風呂当番を引き受けたという。

## トクヨ校長の教育
1923年（大正12年）に体操塾を取材した記者は、トクヨと塾生の関係が教師と生徒というよりは、師弟関係であり、愛情に満ちた様子を書き記した。

### 教育方針
トクヨの教育方針は「体育を通した全人教育」であり、「女性らしい健康な心と体づくり」であった。このために体育系の科目だけでなく、国語・英語・声楽などの教養科目や解剖や救急法などの健康に関する科目を体操塾時代から設けていた。トクヨは留学を通して、健康な生活は個人の生理・衛生にかなうものでなければならないとの考えに至り、消化機能・呼吸機能・（血液の）循環機能が身体に重要な生理機能であると述べた。トクヨにとって女子体育の目的とは良妻賢母であり、健全な女性でなければ健全な子供を産めないので、女子体育は国力の源であると考えていた。「男子は物をつくり、女子は人をつくるのが其の本領」という言葉も残しており、「次代に対する義務の実現を見なければ、其の体育が良かったか悪るかったかを判定する事が出来ない」と述べている。また理想的な美人とは真・善・美の人であると述べた。教え子には人の妻となり母となることがいかに幸福であり、そして女子体育はそれを叶えるものであると説き、そのような女子体育を実践し続けた。一方でトクヨは、イギリスの女学生の理想を示すという形で、「自己一身の心身の独立」を図り、社会貢献をすることが第一で、良妻賢母となるかどうかは二の次であるという主張を行ったこともある。
トクヨの体育観は、個人の体質・年齢・境遇に応じて、食物・衣服・睡眠・医薬を調整し、自然の欲求を満たし、衛生的にいたわることを重視した体育を意味する「保護愛育的体育」に特徴づけられる。この考え方は、子供や女性の体育を志向したオスターバーグの体育観を超越したもので、小児から高齢者に至るまでの生涯体育を意識したものであった。基礎的・一般的な体育は保護愛育的体育を旨とし、一般人や子供には保護愛育的体育を施すことが重要であるとトクヨは強調し、その基礎の上に「鍛練的体育」が位置するとした。トクヨの言う保護愛育的は「愛ゆえの厳しさ」を持ったものであり、生徒は皆体操の実技が厳しかったと証言している。例えば肋木を使った体操では、トクヨが話をしている間、ずっと同じ姿勢でぶら下がっていなければならず、少しでも動こうものなら「馬鹿者!」などど叱り付けた。生徒は愛ゆえに厳しくしていることをよく認識していたため、誰も反発心・反抗心を抱くことはなく、むしろトクヨの愛情・熱情に感化されて心酔していくのであった。人見絹枝は、トクヨが黙っているよりも叱ってくれる方が気持ち良かったと語っており、叱りつけた後はトクヨがにこやかな優しい先生に戻ったと証言した。

### 自然に任せよ
トクヨは、人間が無病息災に生きるためには「自然に任せればよい」と考えており、個人の生理的欲求はすべて認める立場をとった。「健全なる人間の自然は、何事をも正しく支配する天の声なんです」という言葉が著書『体操通俗講話』にある。
例えば、食事についての考え方を見ると、「好きなものは病的にならない限り、なるべく食べるべき」と述べ、食欲を満足する程度に食べれば、それが適量であると主張した。これは日本の女性にありがちな粗食・小食を戒める言葉でもあった。ただし、体専ではこの理想を実現することはできず、松澤初穂が在籍した頃（1931年 - 1934年）の寄宿舎の食事は麦飯とわずかなおかずのみで、時に醤油かけご飯を食べていたという。

### 選手育成の批判から推進へ
トクヨは開塾当初、日本人女性は男性よりも背が低く、体が細く、握力が弱く、肺活量も乏しいことから無闇にスポーツ大会に出場させるべきではないと主張していた。そもそも開塾目的の1つに激しさを増す女子体育の風潮を諫めたいという思いがあり、選手育成のために「醜体」を理想とするような教育にトクヨは我慢ならなくなっていた。トクヨは「選手製造体育」を「甚だ危険なもの」だと警鐘を鳴らした。より単純な説明としては、トクヨが「選手の精神」が気に入らなかったため、アスリートに好感を持っていなかったという。
このため、人見絹枝も入塾当初は良くも悪くもトクヨに目を付けられ、寸暇を見て自主練習に励むほかなかった。人見は夏休みに帰郷して陸上競技の講習会に参加し、学校へ戻ってすぐ高熱を出すと「だから云わないことはないでしょう」と講習会に出たことをトクヨに叱られてしまった。（言葉とは裏腹に、トクヨはこの時付きっ切りで人見を看病した。）しかし、人見が岡山県から県大会出場を要請されたことを知ってトクヨは急展開し、アスリート養成が女子体育発展につながると認識するようになった。されど1925年（大正14年）の時点では、競技（スポーツ）は運動から生まれたものであり、本来の目的は体育であるとし、少数の選手を出すために多くの生徒を犠牲にするのは考えねばならぬことという持論を展開しており、まだアスリート養成には向かっていない。
トクヨが「選手育成の試みをする考へ」を示したのは1927年（昭和2年）になってからである。1933年（昭和8年）には女子スポーツは無害であると熱く語るようになっており、「人見さんが生きてるといいんですがねえ」とこぼした。また18 - 19歳頃の男性がメソメソしているのは男女交際を知らないからであり、朗らかな交際にはスポーツが最適だと、すっかりスポーツ礼賛の姿勢に転換している。スポーツ団体では日本学生陸上競技連合のファンであり、日本陸上競技連盟（陸連）との合併には最後の1人になるまで反対すると述べた。特に陸連が1936年ベルリンオリンピックの選手候補に広橋百合子を選んでおきながら、最終選考で落選させたことに対して選考が不公平だと激怒し、今後一切、陸上競技大会に体専の生徒を補助員として協力させないと宣言した。
人見は著書『女子スポーツを語る』（1931年）の中で、偉大な選手を育成するためにプロのコーチを育成する必要があると説いた。トクヨは1927年（昭和2年）の体専の紹介記事で、卒業生の進路の1つとして「希望に依り選手若しくは『コーチャー』たらしむ」と記載した。コーチ育成のための科目である「女子競技選手指導法」は、他の体操科資格が取得できる学校にはない独自の科目であった。
1936年（昭和11年）には、「人見嬢に続かしめ」る選手を育成するために、体専で特別優遇を行うことを発表した。しかし時代が戦争へと傾斜していく中で、1939年（昭和14年）に優遇策を廃止し、選手育成も中止した。この時、選手の試合出場禁止も言い渡されたが、トクヨの死後である1943年（昭和18年）3月21日に日本学徒体育振興会主催の大学高等専門学校行軍関東大会に体専チームが出場し、優勝したという記録がある。

### 生徒への配慮
実技の授業で休憩をはさむ際には、生徒にあぐらをかかせた。トクヨはあぐらが女性の膝や足首の美しさを保ち、血行を妨げないと考え、世間の非難をよそに積極的にあぐらをかかせていた。また生徒の様子をよく観察し、顔色の悪い生徒には1人ずつ声をかけ、汗まみれになっている時には休憩を取った。実技に出られない見学者には椅子を用意し、その席は塵がかからず、風や寒暑を避け、心静かに身体を楽にして見学させたいと自著に書いている。
座学では女子の特別衛生について詳細な講義を行った。
生徒を守るため、外泊は土曜日に近親者の元へ行くことのみ認めた。日曜日になると寄宿舎に残る生徒は少なくなり、煮物を作っている生徒を見つけても「よく匂いますね」と言うだけで特にとがめることはしなかった。土日には、生徒の動静を示す名札を何度も何度も見返すトクヨの姿が見られ、いかに生徒のことを心配していたかが窺える。
夏休みと冬休みには、生徒を実家に帰していた。その際には親孝行と母校への挨拶を忘れないようにと言い聞かせた。実家から帰省の旅費が届かずに困っている生徒を見つけると、トクヨはポンとポケットマネーを出し、帰省できるようにした。

## 卒業生
昭和の旧制教育期に、日本の女子体操教員養成校の中で最多の卒業生を送り出した。体操塾の設置に伴い、女性体操教師を雇用できるようになった女学校も多く、高等女学校の女性体操教師比率の上昇に寄与した。体操科の教育に特化していたため、1926年（大正15年）時点で高等女学校に着任していた卒業生の86%は体操科のみを担当した。1929年（昭和4年）以降の卒業生は体操科免許の無試験検定の対象となったが、あくまでも「検定」なので、不合格となって免許状を取得できなかった者もいた。
2001年（平成13年）時点でトクヨから直接指導を受けた教え子は最も若い人でも80歳近くになっていたが、彼女らと出会った穴水恒雄は、背筋がピンと伸びた女性が多かったと述べている。
- 山下春江（塾1期、1923年卒） - 参議院議員[47]
- 人見絹枝（塾3期、1925年卒） - 陸上競技選手、日本初の女子五輪選手・メダリスト[227]
- 馬淵テフ子（専修、1931年卒） - 陸上競技選手（投擲）[228]、パイロット
- 真保正子（専修、1932年卒） - 陸上競技選手（やり投）、ロス五輪出場[183]
- 松澤初穂（本科、1934年卒） - 競泳選手（自由形）、ロス五輪出場[183]
- 相良八重（専修、1934年卒） - 陸上競技選手（走高跳）、ロス五輪出場[183]
- 石津光恵（本科、1935年卒） - 陸上競技選手（投擲）、ロス五輪出場（入学前）[183]
- 峰島秀（専修、1935年卒） - 陸上競技選手（円盤投）、ベルリン五輪出場[229]
- 広橋百合子（本科、1936年卒） - 陸上競技選手（走高跳）、ロス五輪出場（入学前）[183]
- 林月雲（本科、1936年卒） - 陸上競技選手（80mH、三段跳）[228]
- 三井美代子（本科、1938年卒） - 陸上競技選手（80mH、三段跳）、ベルリン五輪出場[230]
- 壷井宇乃子（本科、1938年卒） - 競泳選手（平泳ぎ）、ベルリン五輪出場[229]
- 黒沢智子（本科、1947年卒） - バレリーナ、日本バレエ協会第1回指導者特別賞[159]

### 卒業生数
大正期は『卒業台帳』、昭和期は『松徳会会員名簿』による。各種資料の値と異なる場合がある。
 [専修科：  、本科：  ]
| 1923年（大正12年） | 48人      |
| 1924年（大正13年） | 76人      |
| 1925年（大正14年） | 165人     |
| 1926年（大正15年） | 183人     |
| 1927年（昭和 2年） | 116人     |
| 1928年（昭和 3年） | 0人       |
| 1929年（昭和 4年） | 38人 16人 |
| 1930年（昭和 5年） | 52人 14人 |
| 1931年（昭和 6年） | 38人 13人 |
| 1932年（昭和 7年） | 40人 16人 |
| 1933年（昭和 8年） | 40人 13人 |
| 1934年（昭和 9年） | 36人 15人 |
| 1935年（昭和10年） | 45人 19人 |
| 1936年（昭和11年） | 23人 26人 |
| 1937年（昭和12年） | 24人 25人 |
| 1938年（昭和13年） | 18人 22人 |
| 1939年（昭和14年） | 27人 21人 |
| 1940年（昭和15年） | 32人 21人 |
| 1941年（昭和16年） | 44人 51人 |
| 1942年（昭和17年） | 41人 30人 |
| 1943年（昭和18年） | 21人 31人 |
| 1944年（昭和19年） | 29人 41人 |
| 1945年（昭和20年） | 46人 49人 |
| 1946年（昭和21年） | 0人       |
| 1947年（昭和22年） | 101人     |
| 1948年（昭和23年） | 72人      |
| 1949年（昭和24年） | 37人      |
| 1950年（昭和25年） | 18人      |
| 1951年（昭和26年） | 26人      |

### 卒業生とトクヨ
「社会人として困らないように」という気遣いから、卒業する学生一人ひとりに新任の挨拶の練習をさせて、これを添削指導した。トクヨは体操塾第1期の卒業生に次の言葉を送っている。
| 「 | 学校を我が家と心得、校長を親と思うて大切に仕へよ、同僚を師と仰ぎ、生徒を国宝と思へ、常に職を励みて業を成し、倹を行ひて身を立て、道を崇めて国家に奉仕を怠るべからず、かくて汝の生命をして最も幸福ならしめよ。 | 」 |

この言葉はさらに洗練されて、体専の校訓というべき「我らの『つとめ』」に昇華した。
| 「 | 我らの「つとめ」 1. 校長を主君と心得て忠勤を励むべし 2. 長上を父母と心得て孝を励むべし 3. 同僚を師匠と心得て敬愛の念を致すべし 4. 生徒を国宝と心得て身命を懸け教養すべし 5. 僕婢を肉身と心得て慈悲を怠るべからず | 」 |

優秀な卒業生には体操塾・体専に残るように声をかけ、教師にスカウトした。例えば人見絹枝は一旦就職したもののトクヨに呼び戻され、真保正子は残るよう促されたが大阪府立泉尾高等女学校（現・大阪府立泉尾高等学校）に就職した。実際に体専教師になった卒業生もおり、1926年（大正15年）の1年生の教員配当計画表には宮崎つや、御笹政重の2人の卒業生の名がある。
トクヨは体操塾の教え子をまとめて「力の会」を組織し、東京女高師時代の教え子である四大会（1915年〔大正4年〕入学生）、七正会（1918年〔大正7年〕入学生）、耐久会（1920年〔大正9年〕入学生）と合わせて桜菊会（おうぎくかい）を1925年（大正14年）に立ち上げた。すなわちイギリス留学以降のトクヨの教え子を束ねた同窓会であり、それまでトクヨが発行してきた雑誌『ちから』を桜菊会の会誌に変更した。トクヨは卒業生にも愛情を注ぎ、多くの手紙を卒業生に送った。
トクヨの没後、体専の同窓会は、清寿校長が組織した「松徳会」に移行した。桜菊会時代は組織だった同窓会活動は行われておらず、トクヨと卒業生の個人的なつながりや、同じ釜の飯を食った仲として卒業生が自主的に奉仕することで活動していた。清寿は、トクヨの学校葬の場で同窓会の再興を提案し、精神的支柱を失った卒業生はこれに「万雷の如き拍手」で賛同したため、1942年（昭和17年）に松徳会が発足した。松徳会は「しょうとくかい」と読み、学校所在地・松原の「松」とトクヨの「徳」をとって命名した。「しょうとくかい」の音は「頌徳会」と同じであり、「トクヨを讃える」の意味合いをかけたものであった。
ある卒業生は、小学校で1年務めた後、トクヨに会いに行った。トクヨは卒業生に板を洗い立てかけて干すよう頼み、卒業生は立てかけるより地面に置いた方が早く乾くだろうと考え、枕木の上に置いて干した。ところが夕立に見舞われ、雨で泥がはね返り、乾くどころか洗う前より汚れてしまう結果となった。これを見たトクヨは「あんたは1年間外に出たために、もうそんなに人格が堕落したのか」と激怒した。卒業してなお叱られてしまった卒業生は、「トクヨが自分を叱ってくれるのは、自分のことを相当信用してくれているからだ」と感じたという。

### 体専DC
卒業後もスポーツ界で活動する選手のためのスポーツクラブとして「体専DC」が設立されていた。DCとは「ダンリークラブ」の略で、「ダンリー」とは「断然リード」という意味の造語である。体専DCの語句は1931年（昭和6年）頃から登場し、トクヨが作った言葉であると考えられている。所属者に石津光恵がいた。